# Wendelin Seebacher
Wendelin Seebacher  (* 1938 in Bremen) ist ein deutscher Architekt und Stadtplaner.

## Biografie
Seebacher ist der Bruder von Brigitte Seebacher-Brandt (* 1946). Er machte sein Abitur in Bremen und studierte von 1957 bis 1960 Architektur an der Technischen Hochschule Darmstadt. 1961 war er bei den Architekten Rolf Störmer und Martin Zill tätig. 1962 setzte er sein Studium mit der Vertiefung Städtebau fort (1965 Diplom-Ingenieur).
Er war von 1965 bis 1972 Angestellter und danach Baurat beim Stadtplanungsamt Bremen. Hier erlebte er u. a. die Entwicklung der Planung für das Demonstrationsbauvorhaben in Bremen Osterholz-Tenever. Ein städtebaulicher Vorschlag von 1972 für einen hochgelegenen Boulevard von der Sögestraße zur Bahnhofstraße wurde nicht weiter verfolgt. 
Von 1973 bis 1994 war er Leiter der Abteilung Städtebau der damals städtischen Bremischen Gesellschaft für Stadterneuerung, Stadtentwicklung und Wohnungsbau, die u. a. damals das Sanierungsgebiet Ostertorviertel als Sanierungsträger betreute. 
Von 1994 bis 2002 war er Geschäftsführer der  STAVE Stadtentwicklung Vegesack GmbH.

## Schriften
- Neues altes Vegesack. Bremen 1985. (zusammen mit Dietrich Harboth)
- Vegesack. Bremen 1990. (zusammen mit Dieter Cordes)
- Ostertor. Nordwestdeutsche Verlagsgesellschaft, Bremerhaven 1987.
- Riga 2020.
- Der Stadtgarten in Vegesack. Ein Streifzug durch sieben Jahrzehnte. Stadtgartenverein Vegesack, Bremen 2000, ISBN 3-00-006139-8. (zusammen mit  Christof Steuer und Eva Zimmermann)
- 350 Jahre Havenhaus (1648-1998). STAVE, Bremen 1998.
- Unser ältester Hafen. Eine Chronik des Vegesacker Hafens. STAVE, Bremen 2002, ISBN 3-00-009791-0. (zusammen mit Jutta Never)
- ...das tun wir nicht wieder. Bremen Osterholz-Tenever. Geschichte eines Demonstrationsbauvorhabens. Donat Verlag, Bremen 2013, ISBN 978-3-943425-19-2.